# Dark Water (film 2002)
Dark Water (jap. 仄暗い水の底から Honogurai mizu no soko kara) – japoński horror z 2002 roku w reżyserii Hideo Nakaty.
W 2005 roku powstał amerykański remake filmu zatytułowany Dark Water - Fatum.

## Opis fabuły
Yoshimi Matsubara mieszka z sześcioletnią córką w obskurnym bloku. W budynku zaczynają się dziać dziwne rzeczy. Kobieta dowiaduje się, że lokal położony piętro wyżej zajmowała kiedyś rodzina; której córka zniknęła w dziwnych okolicznościach. Teraz jej duch pojawia się na dachu przy zbiorniku z wodą. Yoshimi chce wyjaśnić tajemnicę jej śmierci.

## Obsada
- Hitomi Kuroki – Yoshimi Matsubara
- Rio Kanno – pięcioletnia Ikuko Matsubara
- Mirei Oguchi – Mitsuko Kawai
- Asami Mizukawa – szesnastoletnia Ikuko Matsubara
- Fumiyo Kohinata – Kunio Hamada
- Yu Tokui – Ohta
- Isao Yatsu – Kamiya, zarządca apartamentu
- Shigemitsu Ogi – Kishida, prawnik Yoshimy
- Yukiko Ikari – młoda Yoshimi

i inni